# إدوارد هاستد
إدوارد هاستد (بالإنجليزية: Edward Hasted)‏ (20 ديسمبر 1732 - يناير 1812) مؤرخ إنجليزي من مقاطعة كينت . ألّف التاريخ والمسح الطبوغرافي لمقاطعة كينت (1778-1997).

## الحياة
ولد هاستد في شارع لومبارد ، لندن ، وهو ابن إدوارد هاستد (مواليد 1702-1740) من ساتون أون هون ، دارتفورد ، كينت و زوجته آن تايلر. و جده جوزيف هاستد (1662-1732) كان رئيس الرسامين في البحرية الملكية .
أصبح والد هاستد ، إدوارد ، محاميًا ثريًا ، وتعلم ابنه الشاب إدوارد هاستد في دارنت (1737–1740) ، مدرسة كينجز ، روتشستر (1740-1744). ومن هناك ، ذهب إلى كلية إيتون (1744-1748) ، ومدرسة في إيشر(1748-1750). بعد الانتهاء من تعليمه ، كان طالبًا لفترة قصيرة في لينكولنز إن.
عاد هاستد إلى منزل والديه في ساتون أون هون ، وفي يوليو 1755 ، تزوج من آن دورمان ، ابنة جاره. في مايو 1766 ، انتخب زميلًا في الجمعية الملكية .  حصل هاستد على منزلة الهوسبتالر في القدس . وفي هذه الفترة كتب كتابه العظيم . وكان يحضر الكنيسة المحلية بانتظام .
كان لدى الزوجين ابنتان وخمسة أبناء ، تم تسمية أحدهم إدوارد. في عام 1770 ، انتقلوا إلى كانتربري، حيث عاشوا حتى عام 1789 ، وفي ذلك الوقت كان يعاني من ازمة مالية. على الرغم من أنه باع بعض ممتلكاته ، إلا أنه غرق في الديون.
في عام 1790 ، ترك زوجته آن ، وفر إلى فرنسا مع امرأة أخرى. بقي هناك حتى حروب نابليون ثم اقتيد إلى سجن المدينين لما يقرب من سبع سنوات.

## العمل
نُشر التاريخ والمسح الطوبوغرافي لمقاطعة كينت لأول مرة في أربعة مجلدات ورقية بين عامي 1778 و 1799.
ظهرت طبعة ثانية من 12 مجلدا بين عامي 1797 و 1801. وقد تضمنت الكثير من المواد الجديدة ، لكنها حذفت أيضًا العديد من التفاصيل من الإصدار الأول: تم تعديلها بشكل كبير إما من قبل محرر واحد أو اثنين من المحررين المجهولين ، ومدى الاعتماد عليها المواد التي جمعها هاستد ، أو التي تمكن من تنقيحها ، لا تزال غير واضحة. نُشرت طبعة حديثة للطبعة الثانية في عام 1972.
نشر هاستد أيضًا تاريخًا منفصلًا لمدينة كانتربري من ناحية مدنية و أثرية (1799).